# Білухівська волость
Білухівська волость — адміністративно-територіальна одиниця Костянтиноградського повіту Полтавської губернії з центром у селі Білухівка.
Старшинами волості були:
- 1900 року Василь Григорович Божко[1];
- 1904 року М. Г. Стукун[2];
- 1913 року Онуфрій Євсійович Козаренко[3];
- 1915 року Микола Артемович Родік[4].